# إنريكي بينيا
إنريكي بينيا (بالإسبانية: Enrique Peña) هو منافس ألعاب قوى كولومبي، ولد في 21 أبريل 1942.

## وصلات خارجية
- إنريكي بينيا على موقع أوليمبيديا (الإنجليزية)